# Дземброня (село)
Дзембро́ня (з 1946 до 2009 — Берестечко) — село в Україні, у Зеленській сільській громаді Верховинського району Івано-Франківської області. Є гірським населеним пунктом, на території 843 га, протяжністю 10 км. У селі налічується 112 дворів, у яких проживає 245 осіб.

## Історія
1 квітня 1928 р. із гміни (громади) Жаб'є Косівського повіту вилучено присілки (хутори) Дземброня, Бистрець, Зелене і Явірник та з них утворено самоврядну адміністративну гміну Дземброня того ж повіту.
У 1939 році в селі проживало 1 750 мешканців (1 600 українців-грекокатоликів, 110 українців-латинників, 40 поляків).
Після приєднання до СРСР село називалося Берестецькою Дзембронею, 7 червня 1946 року указом Президії Верховної Ради УРСР село Берестецька Дземброня Жаб'євського району перейменовано на село Берестечко.
4 червня 2009 року постановою Верховної Ради село Берестечко було перейменоване на Дземброню. Як зазначалося на засіданні парламенту, Дземброня — це давня назва села. Питання щодо перейменування села було підтримано громадянами на місцевому референдумі 18 лютого 2007 року.
Як зазначається в пояснювальній записці до проєкту постанови, у цьому селі бували Леся Українка, Василь Стефаник, а також Сергій Параджанов.
Георгій Якутович, починаючи з кінця 1960-х років, розпочав серію гравюр «Люди села Дземброня», яку продовжував розвивати до кінця своєї творчості. Персонажами циклу стали його знайомі та друзі з села, куди художник приїжджав майже щороку.
У Дземброні збереглися давня культура, національні традиції, унікальні звичаї та обряди, які по-своєму сприяють розвиткові туристичного потенціалу краю[джерело?].
У 2019 році в Дземброні знімали фільм режисера Зази Буадзе «Мій карпатський дідусь».
12 червня 2020 року, відповідно до Розпорядження Кабінету Міністрів України  № 714-р «Про визначення адміністративних центрів та затвердження територій територіальних громад Івано-Франківської області», увійшло до складу Зеленської сільської громади.
19 липня 2020 року, в результаті адміністративно-територіальної реформи та ліквідації Верховинського району, село увійшло до складу новоутвореного Верховинського району.

## Населення
Згідно з переписом УРСР 1989 року чисельність наявного населення села становила 258 осіб, з яких 118 чоловіків та 140 жінок.
За переписом населення України 2001 року в селі мешкали 242 особи.

### Мова
Розподіл населення за рідною мовою за даними перепису 2001 року:
| Мова       | Відсоток |
| ---------- | -------- |
| українська | 99,59 %  |
| молдовська | 0,41 %   |

## Туризм
У Дземброні розвинута інфраструктура зеленого туризму.
Саме там бере початок відомий серед любителів гір маршрут, що веде до Чорногірського хребта. Із села ви можете лише́нь за 2 години піднятися на вершину гори Вухатий Камінь, або ж гору Дземброня, звідки відкриваються неймовірні краєвиди Чорногірського хребта й навіть сама Говерла.

## Охорона природи
Село входить до складу Карпатського національного природного парку.

## Освіта
Найближча початкова школа I—IV класів розміщена в сусідньому селі Топільче. Школа займає одну шкільну кімнату в будинку сільського клубу, де є також фельдшерсько-акушерський пункт (ФАП). У школі вчителька молодших класів, яка викладає всі предмети і англійську мову, навчає 6 учнів. У самому селі Дземброня, в урочищі верхня Дземброня, також є початкова школа I—IV класів «Родина», у школі до 10 учнів.

## Релігія
В селі є монастир Преображення Господа Ісуса Христа ЧСВВ УГКЦ, а також православна церква ПЦУ святого Димитрія Солунського, 1997 року будівництва. В липні 2017-го освячено церкву ПЦУ на честь святої княгині Ольги.

## Галерея

Захід сонця над селом Дземброня, з видом на Чорногірсбкий хребет (знято з гори Косарище).
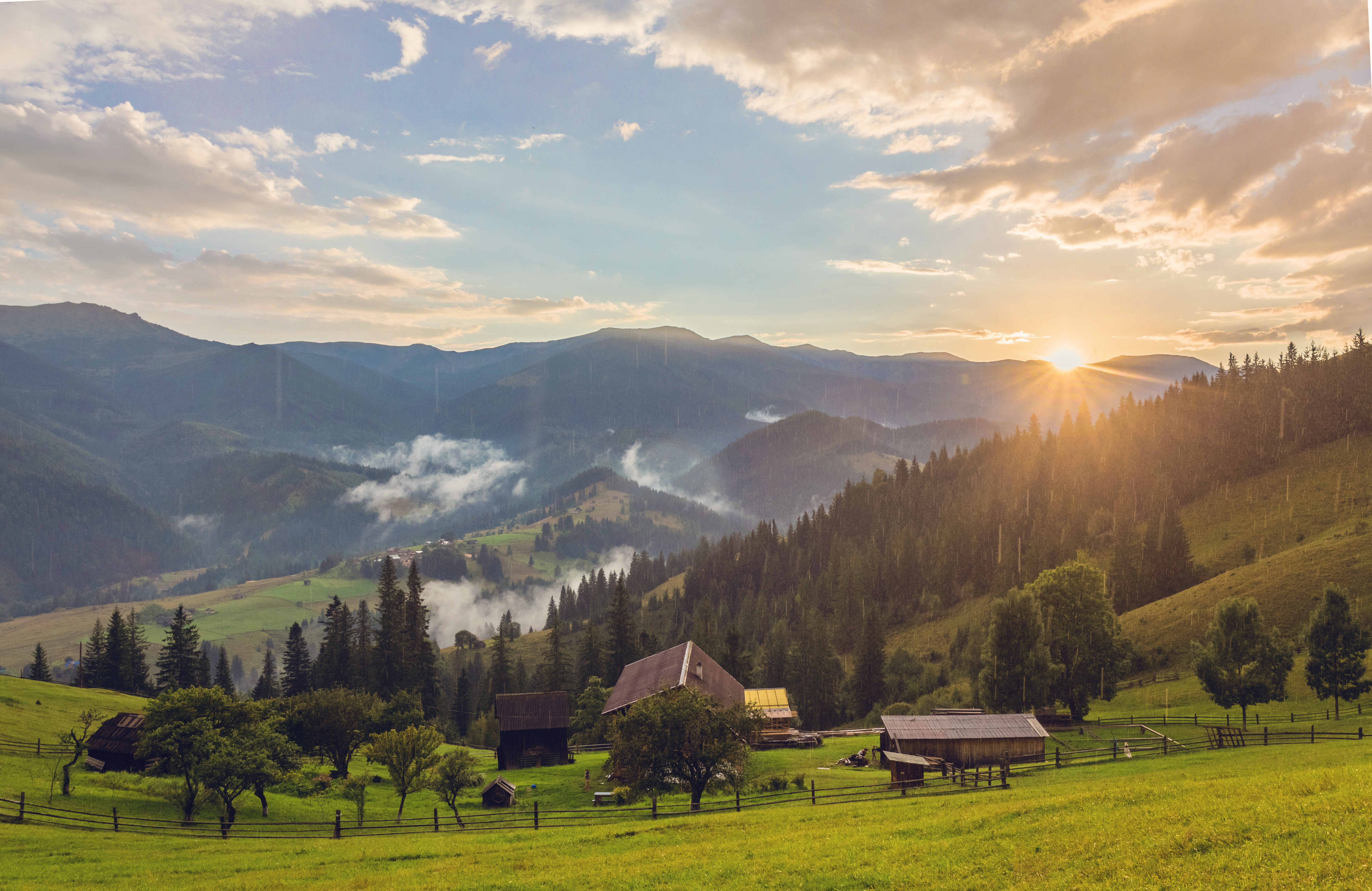
Село Дземброня під час дощу в променях сонця.
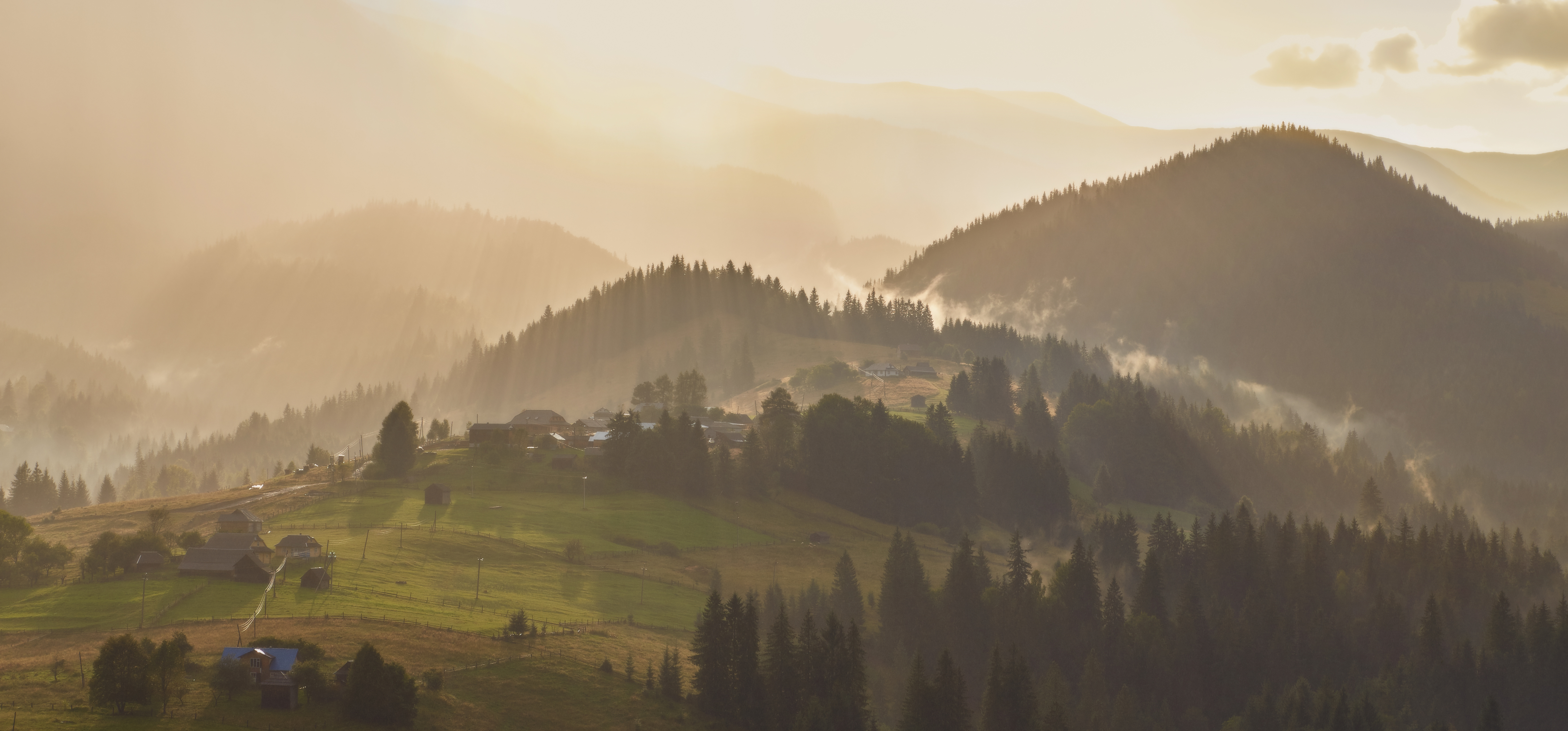
Дземброня під час дощу
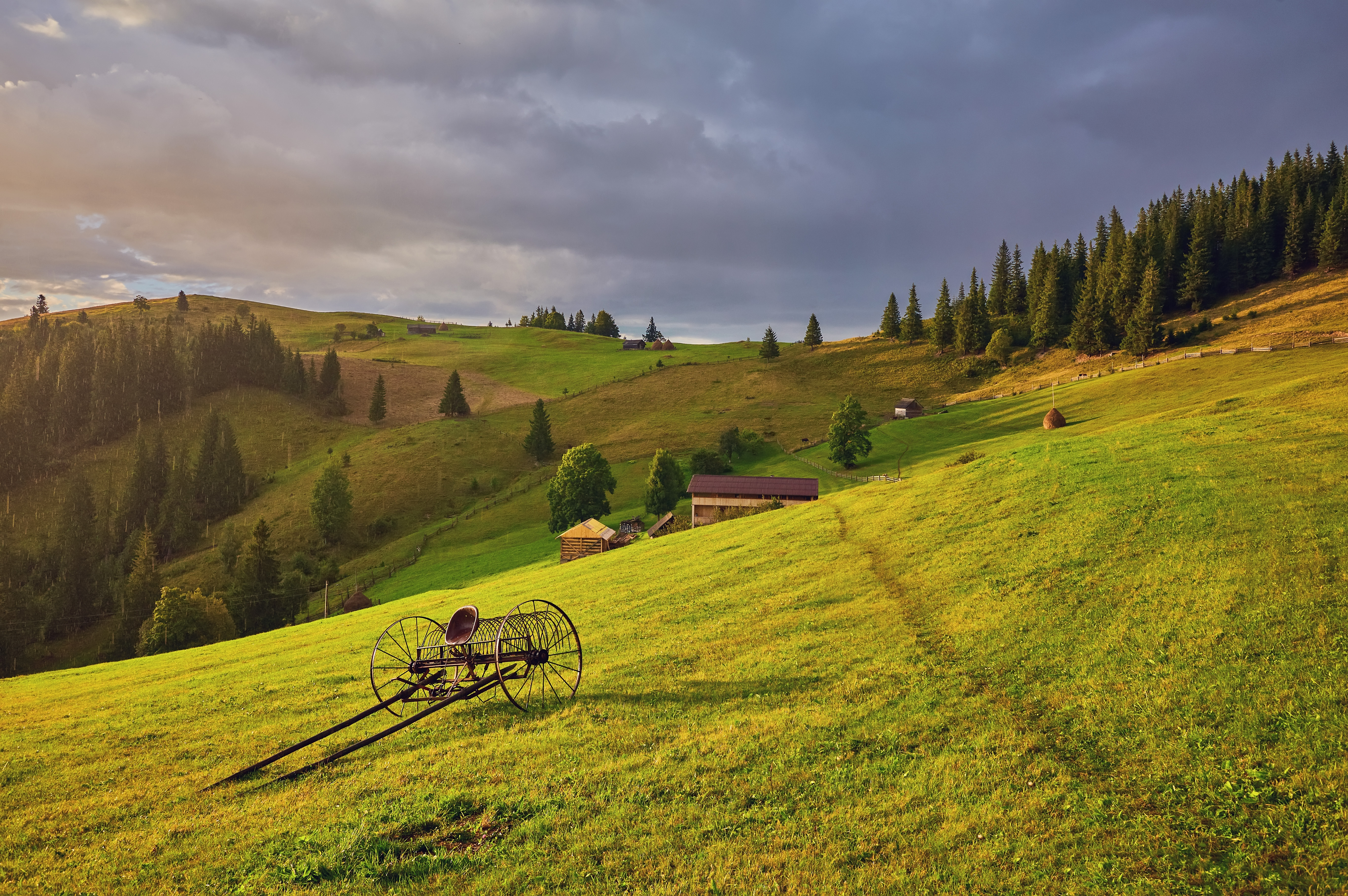
Скошений луг на околиці села Дземброня
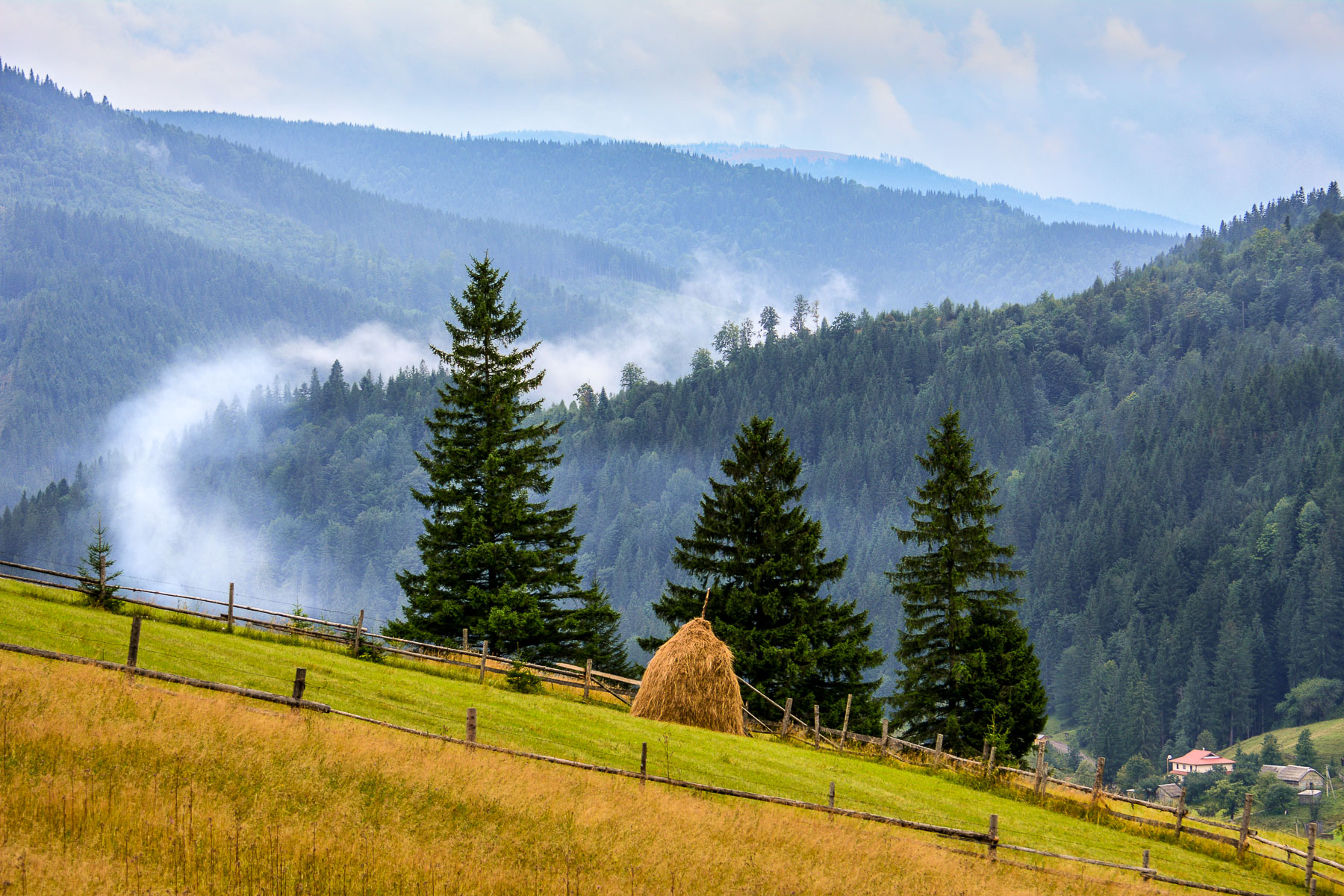
Краєвиди села
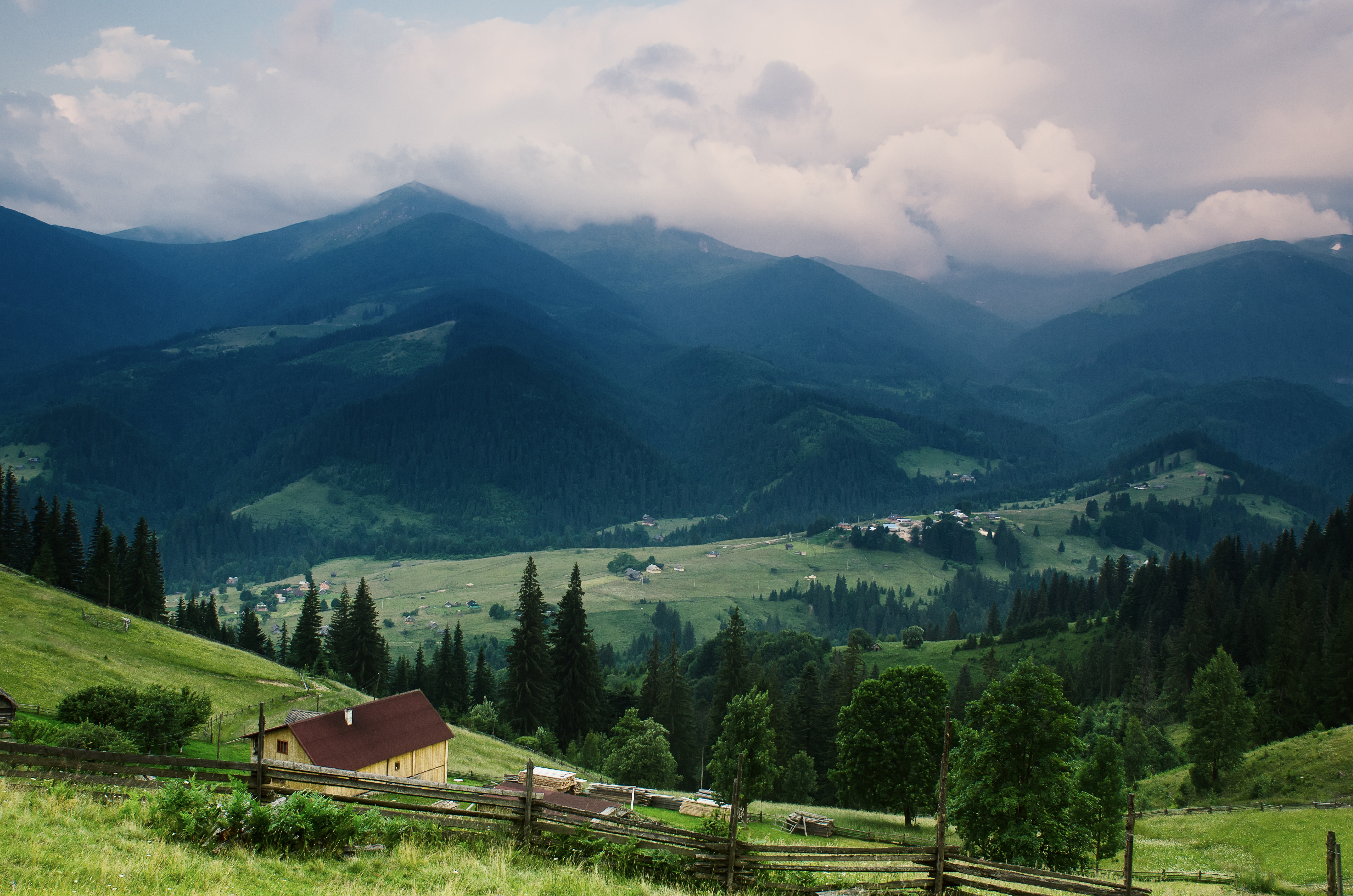
Вид на село
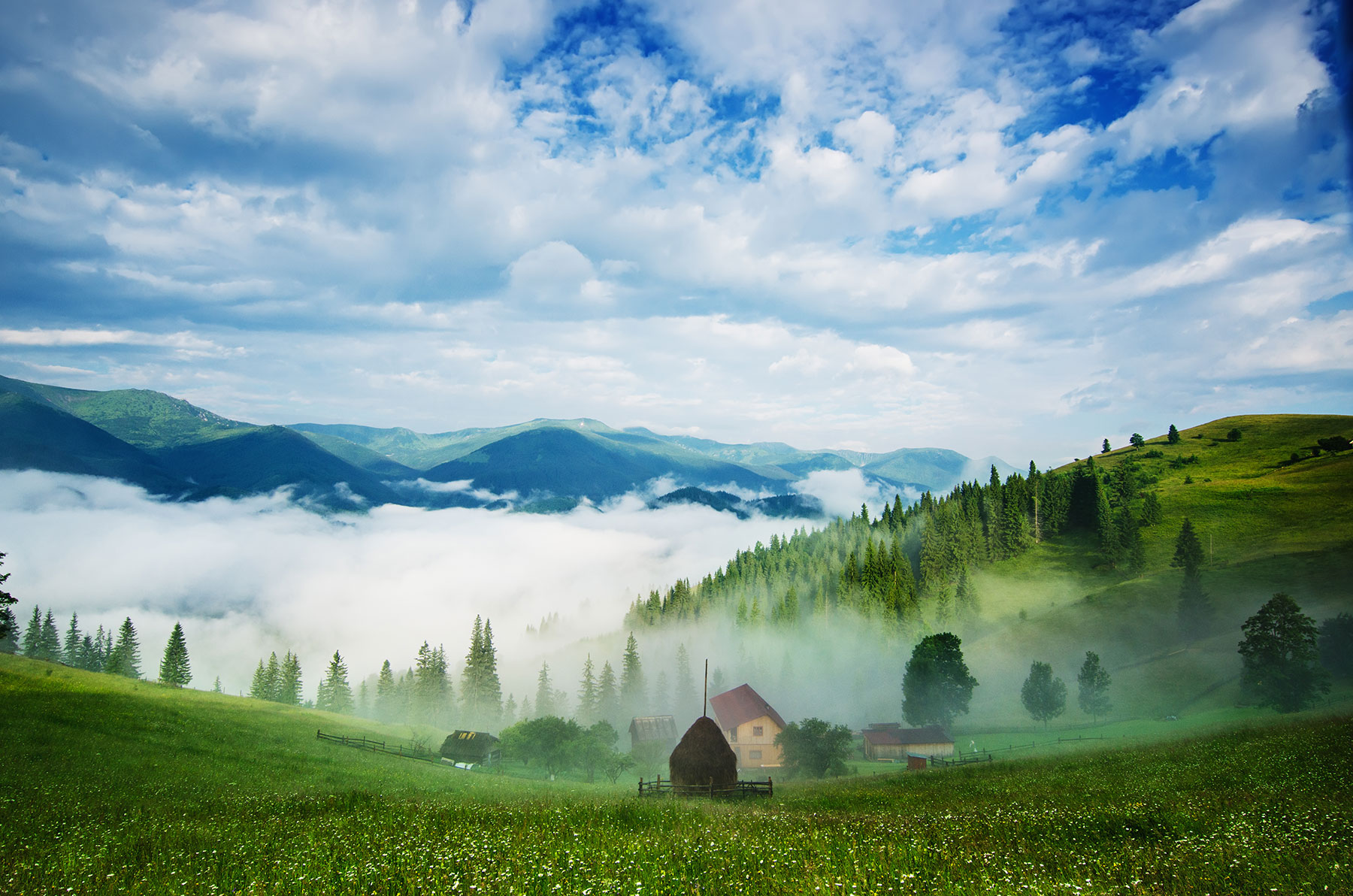
Ранок в селі Дземброня
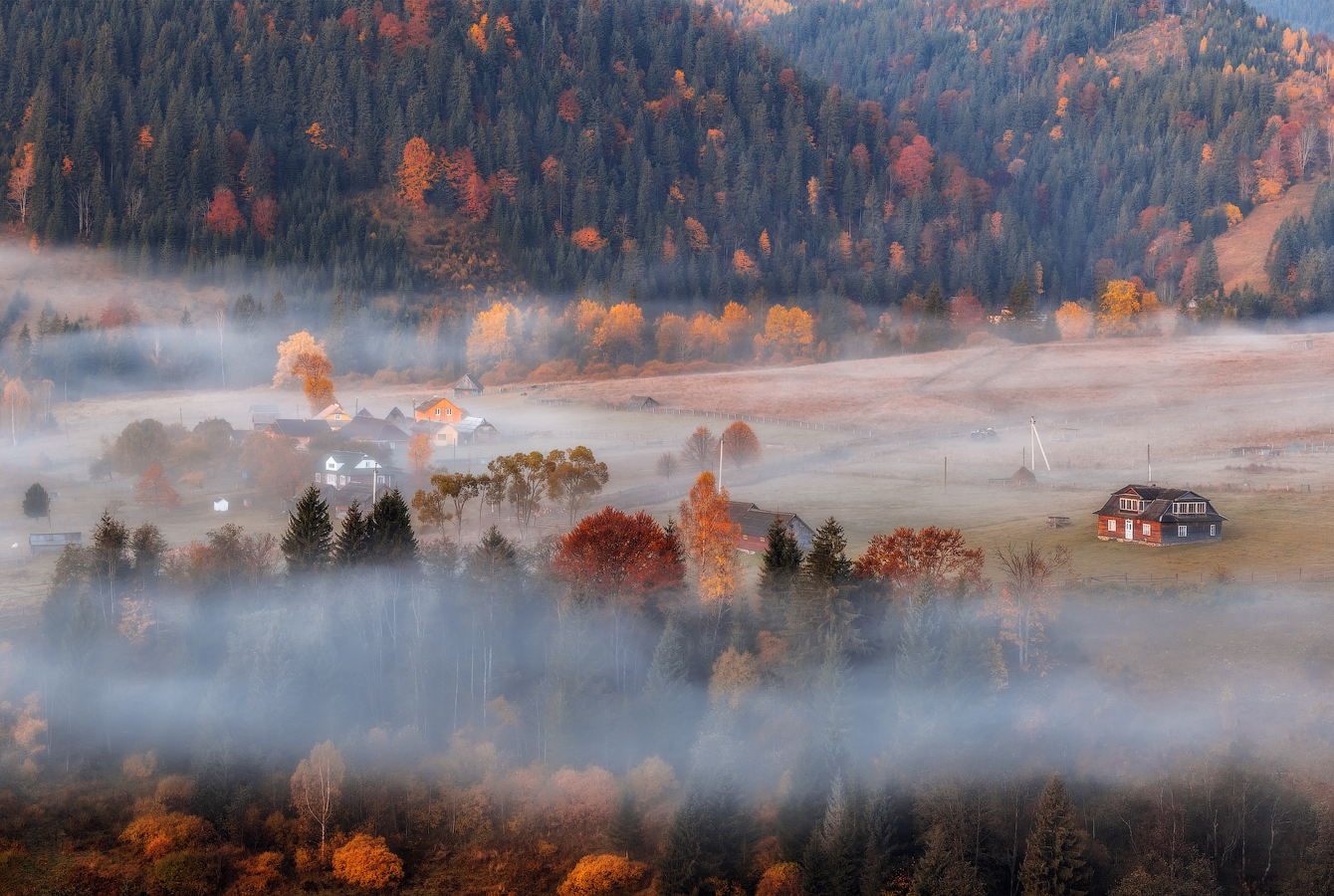
Осіння Дземброня
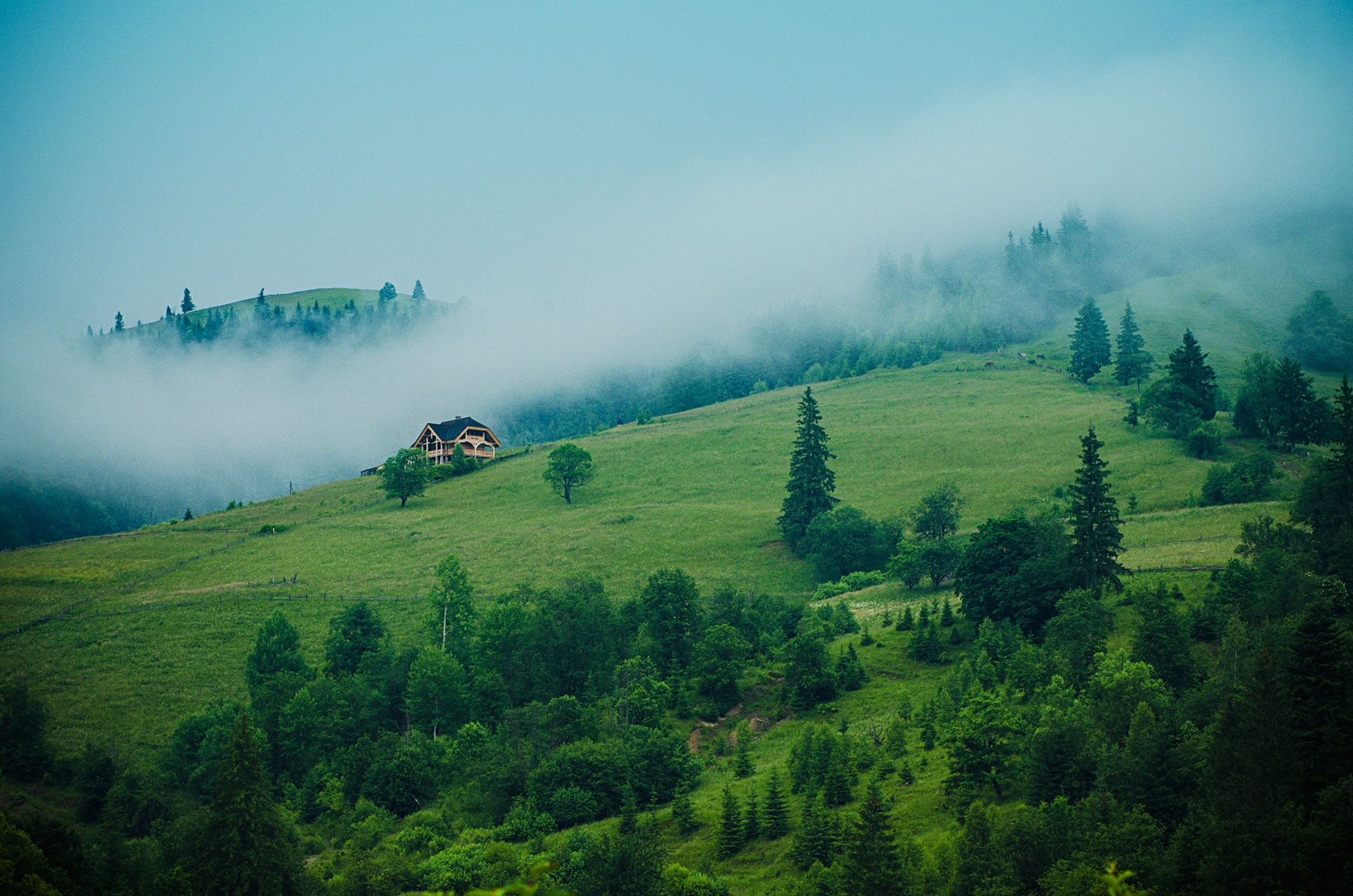
Туманна Дземброня
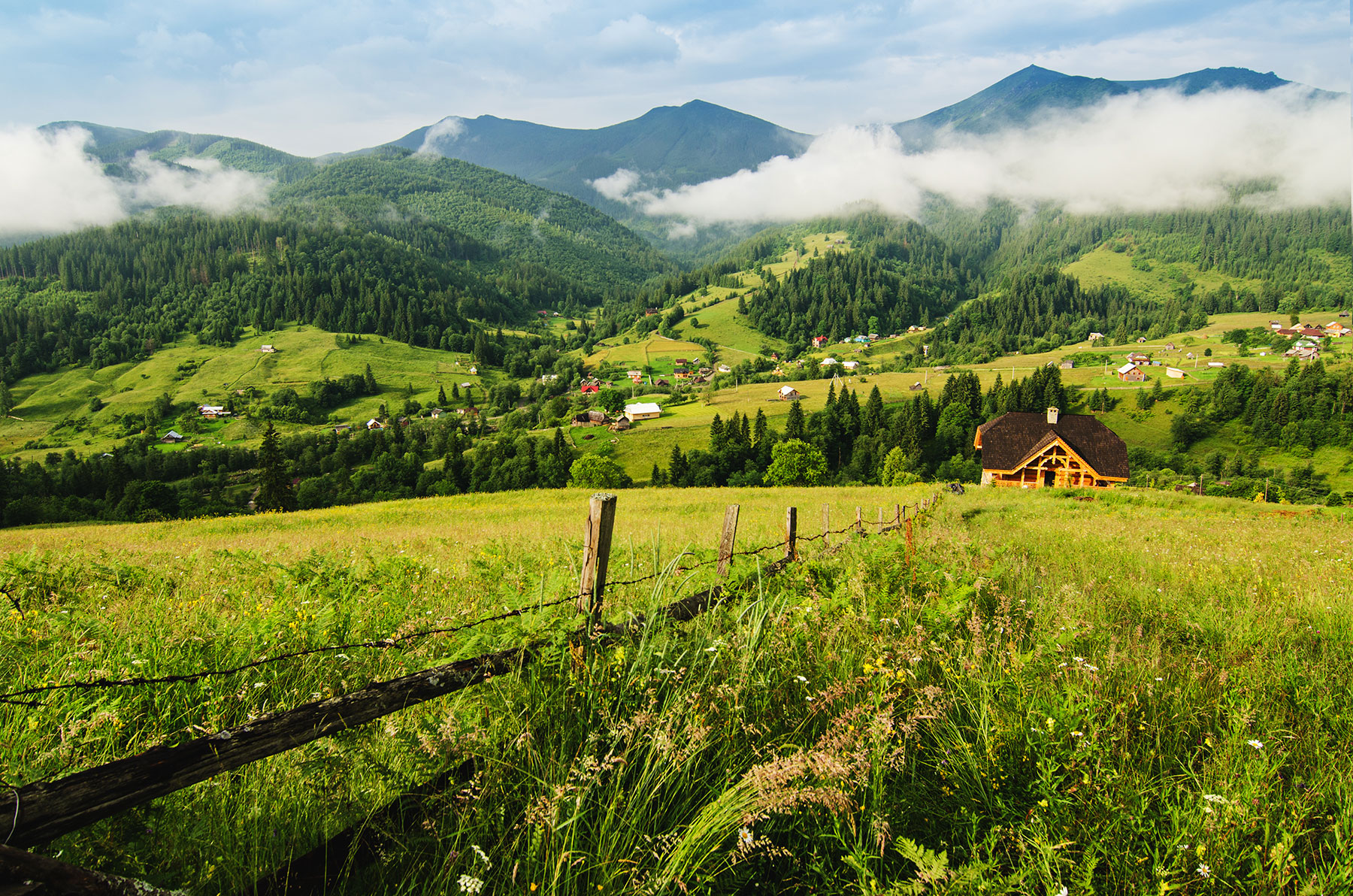
Літня Дземброня
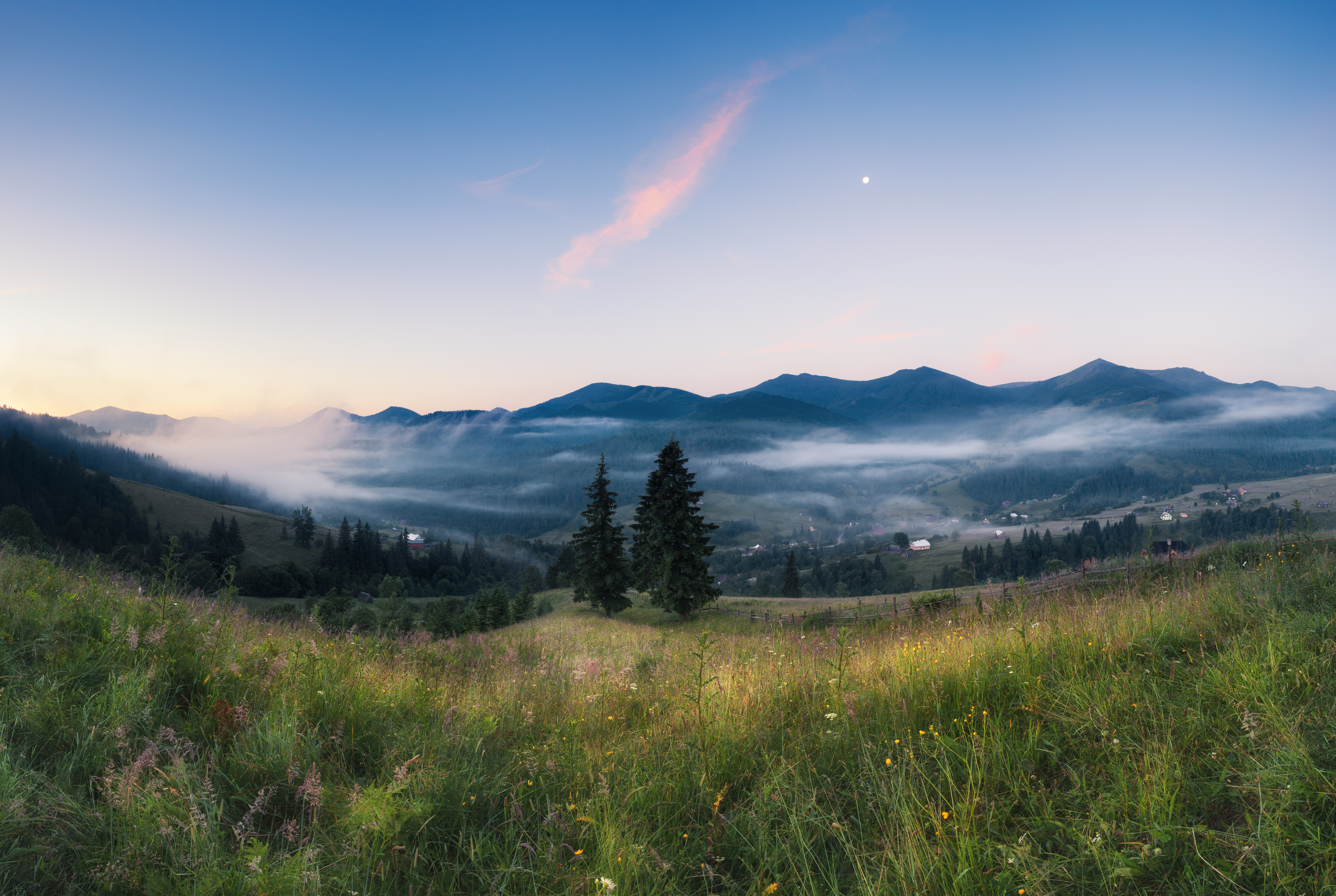
Вид на Дземброню та Чорногірський хребет
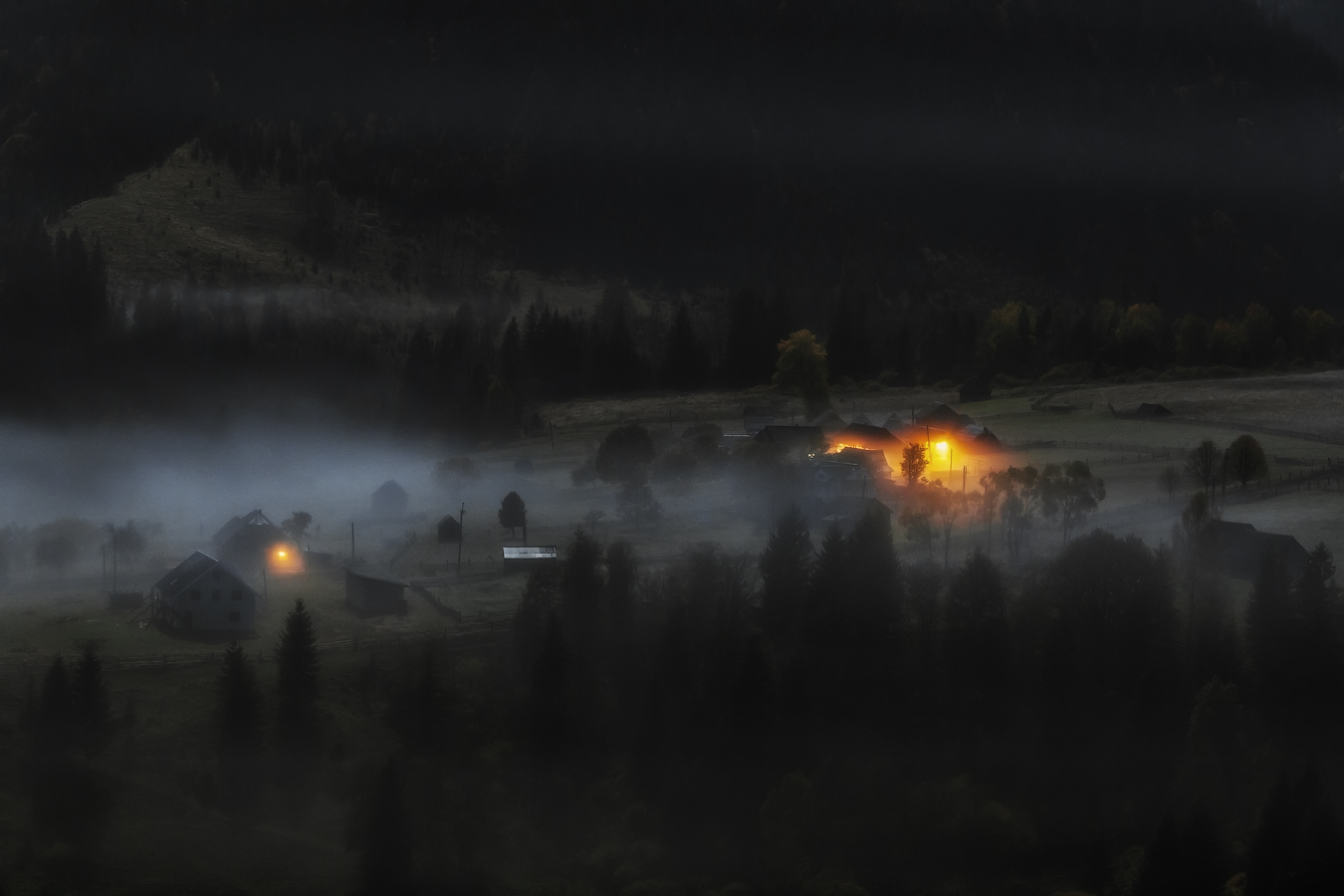
Дземброня вдосвіта
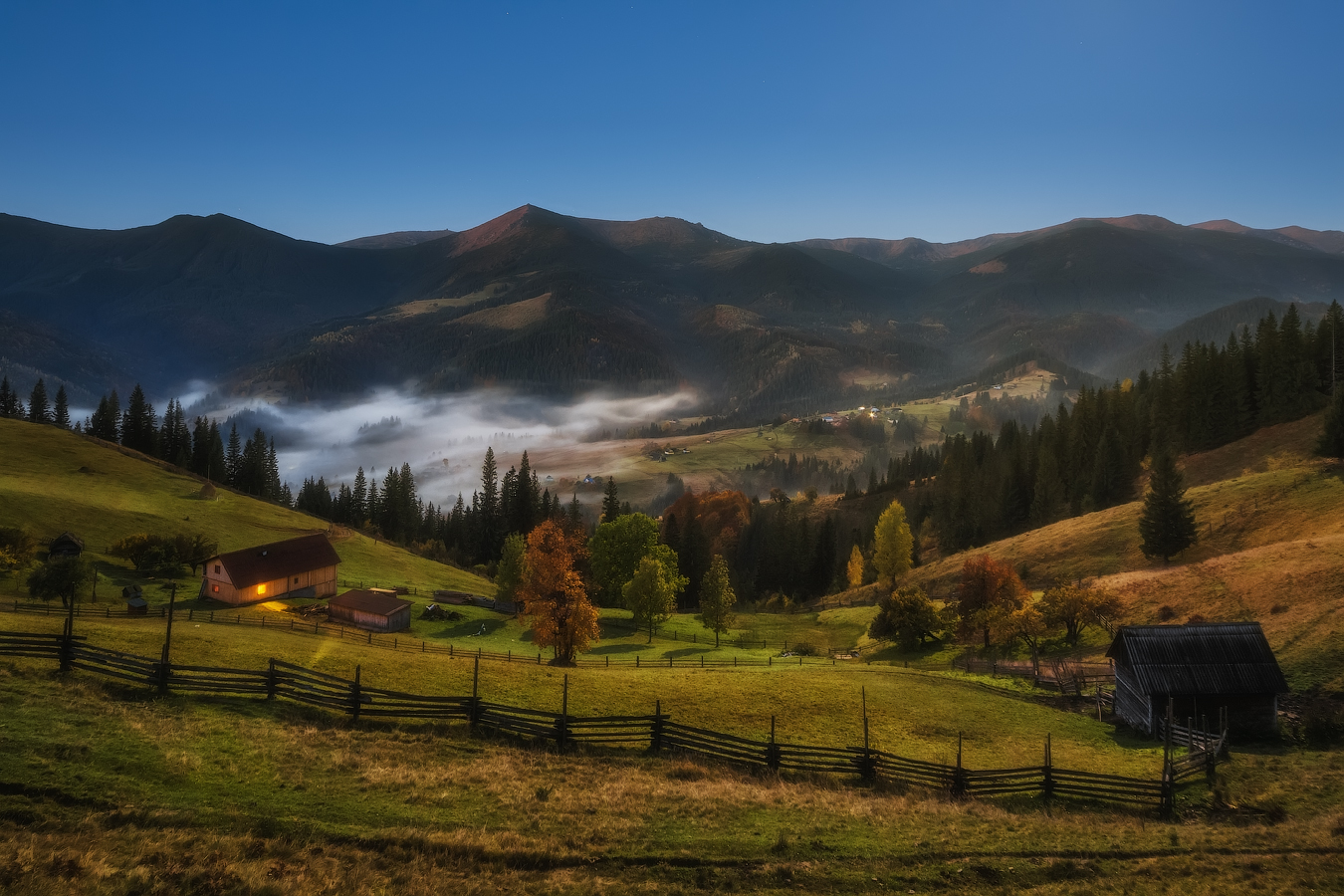
Дземброня ранком
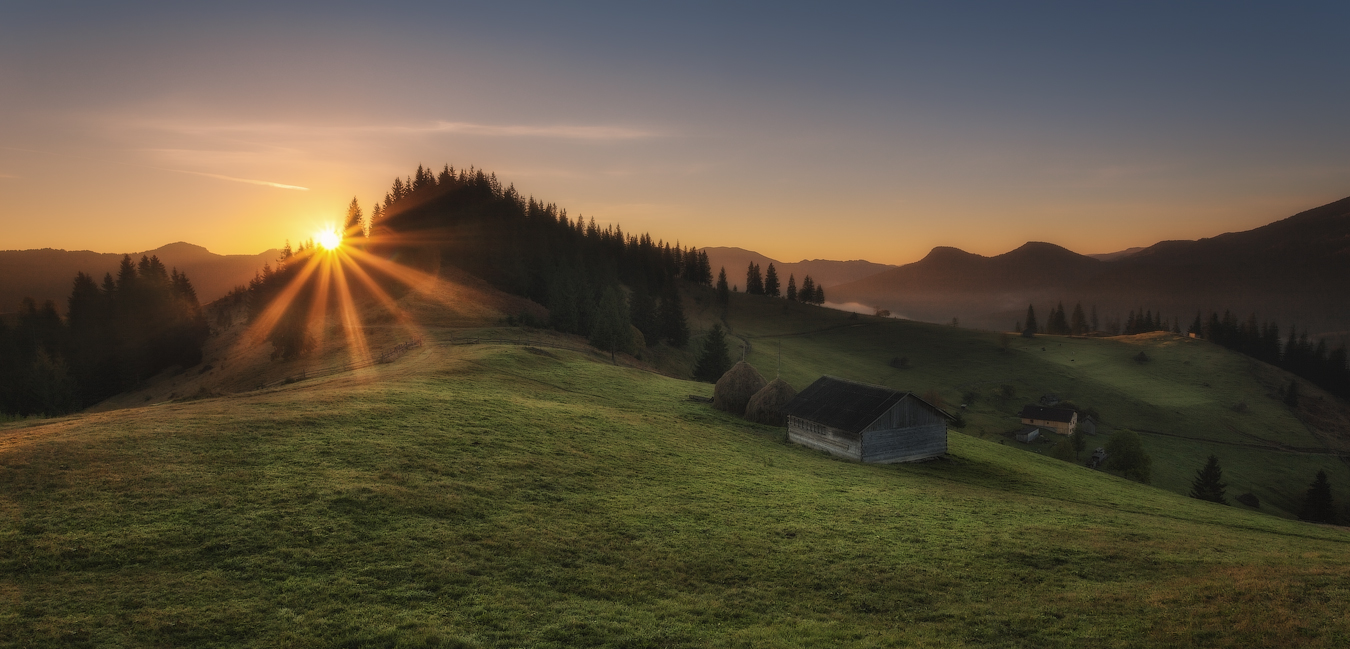
На одній з полонин села
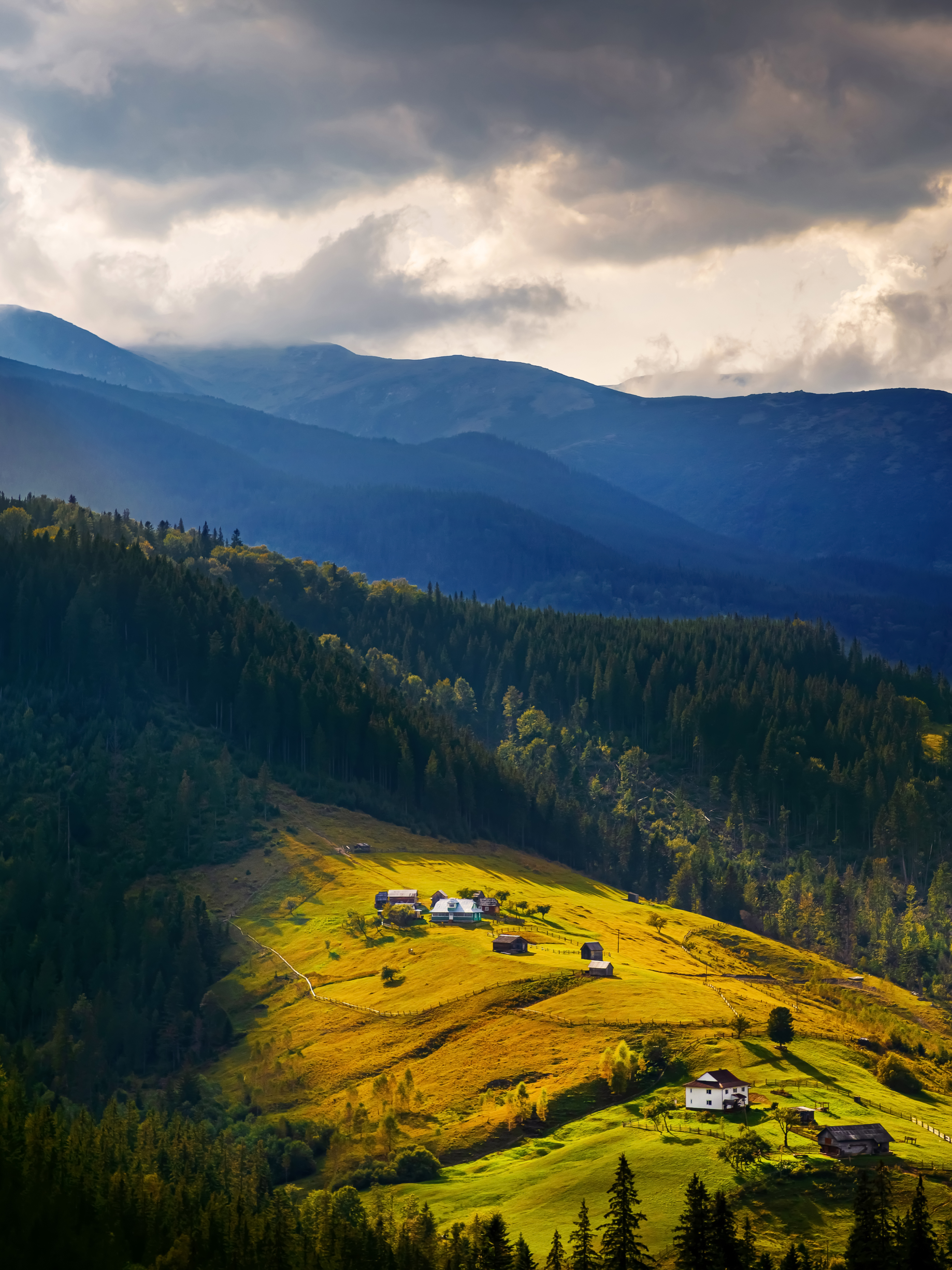
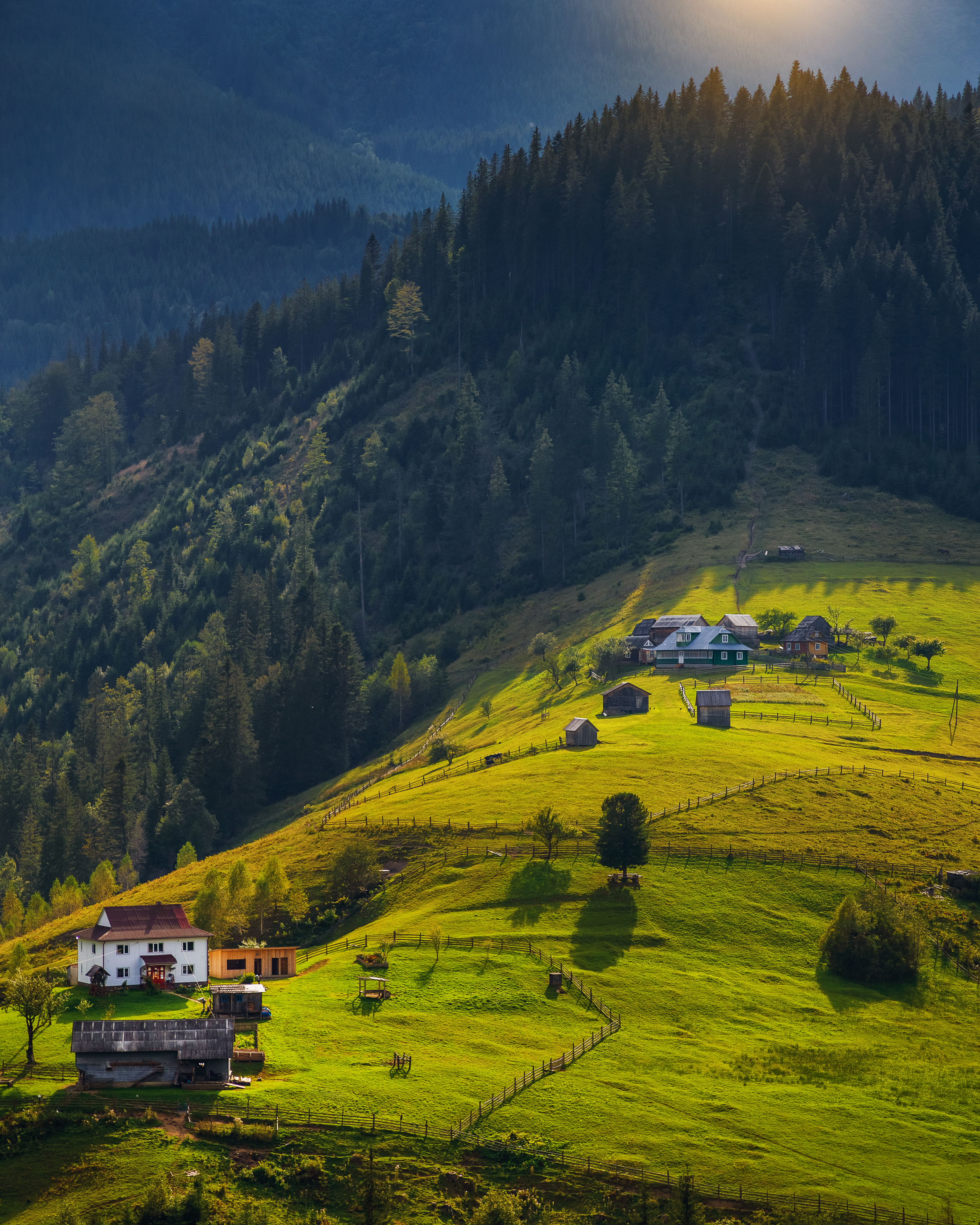